# Рассохи (Добрянский район)
Рассохи — деревня в Добрянском районе Пермского края. Входит в состав Сенькинского сельского поселения.

## Географическое положение
Деревня расположена в нижнем течении реки Лябовка, вблизи места впадения её в Камское водохранилище, к юго-востоку от административного центра поселения, села Сенькино.

## Население
| 2010 |
| ---- |
| 4    |

## Улицы
- Лесная ул.

## Топографические карты
- Лист карты O-40-53 Доьрянка. Масштаб: 1 : 100 000. Издание 1977 г.